# Taegisan
Taegisan  é uma montanha localizada entre os condados de Hoengseong e Pyeongchang, na província de Gangwon, Coreia do Sul. Possui uma altitude de 1.258,8 metros.